# МП18
МП 18, који је производила фабрика „Теодор Бергман абтајлунг вафенбау“, био је први практично употребљиви аутомат коришћен у ратним дејствима.
Уведен је у службу 1918. у армији Немачког царства за време Првог светског рата као примарно оружје Ударних јединица, јуришних група специјализованих за рововске борбе. Конструисао га је Хуго Шмајсер, чије је име постало синоним за све касније немачке аутомате, иако са већином није имао никакве везе.
Иако је производња МП 18 престала почетком двадесетих година, његова конструкција је послужила као основа за већину аутомата произведених између 1920. и 1960.